# Hotel de Boysson-Cheverry
O hotel de Boysson-Cheverry (em francês:   Hôtel de Boysson-Cheverry) é uma mansão localizada na rua Malcousinat nº 11, no centro histórico de Toulouse em França. Construído na segunda metade do século XV para o comerciante enriquecido, Huc de Boysson, foi remodelado e consideravelmente ampliado durante o século seguinte por outro comerciante Jean de Cheverry. É um monumento histórico listado desde 1928. O hotel completamente restaurado agora abriga a Casa Occitânia, que foi inaugurada em 2006.

## Galeria de imagens

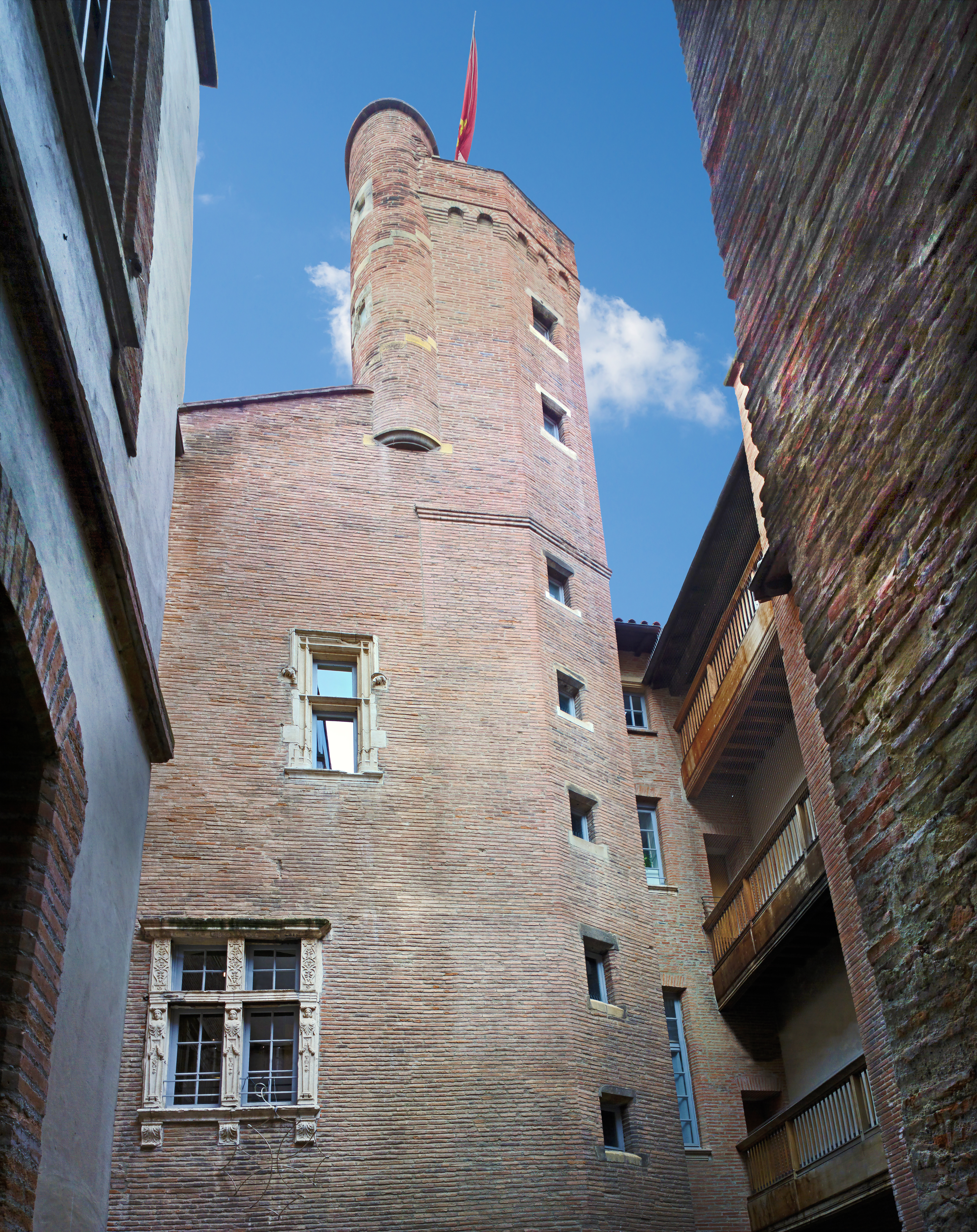
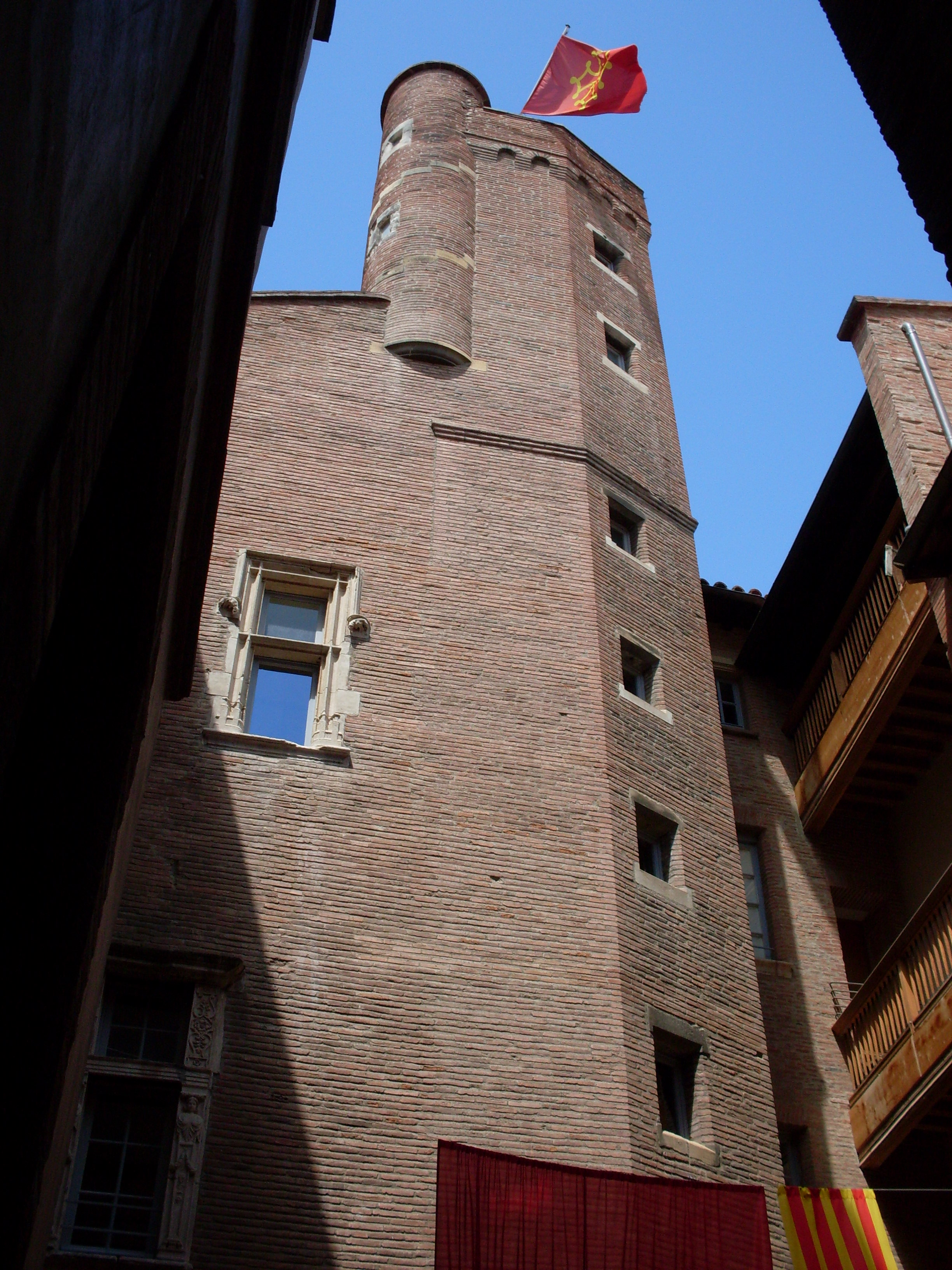
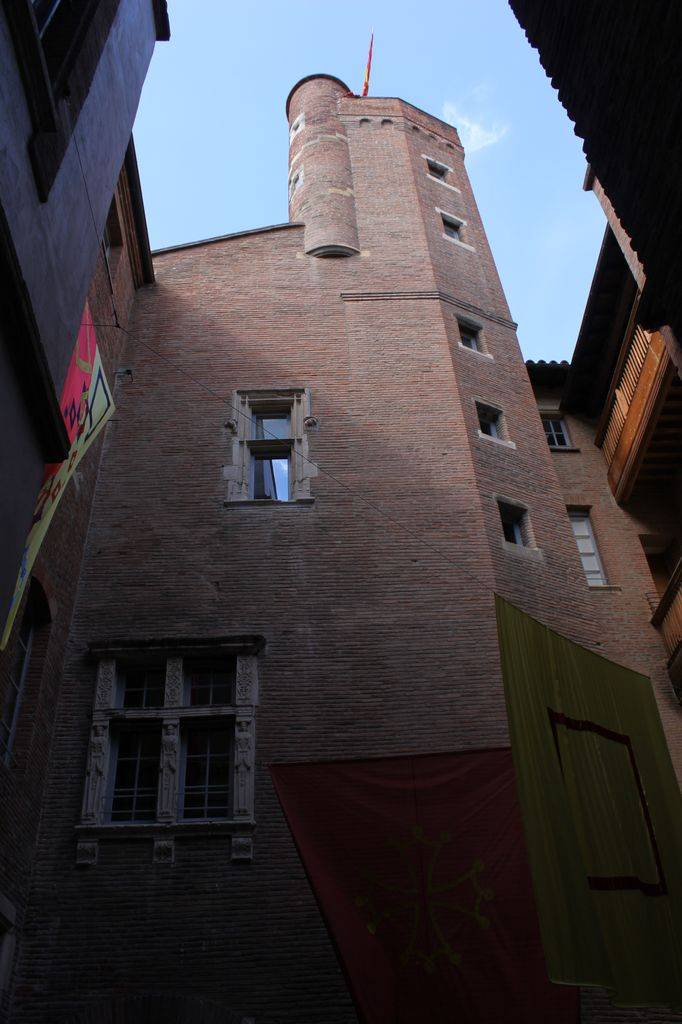
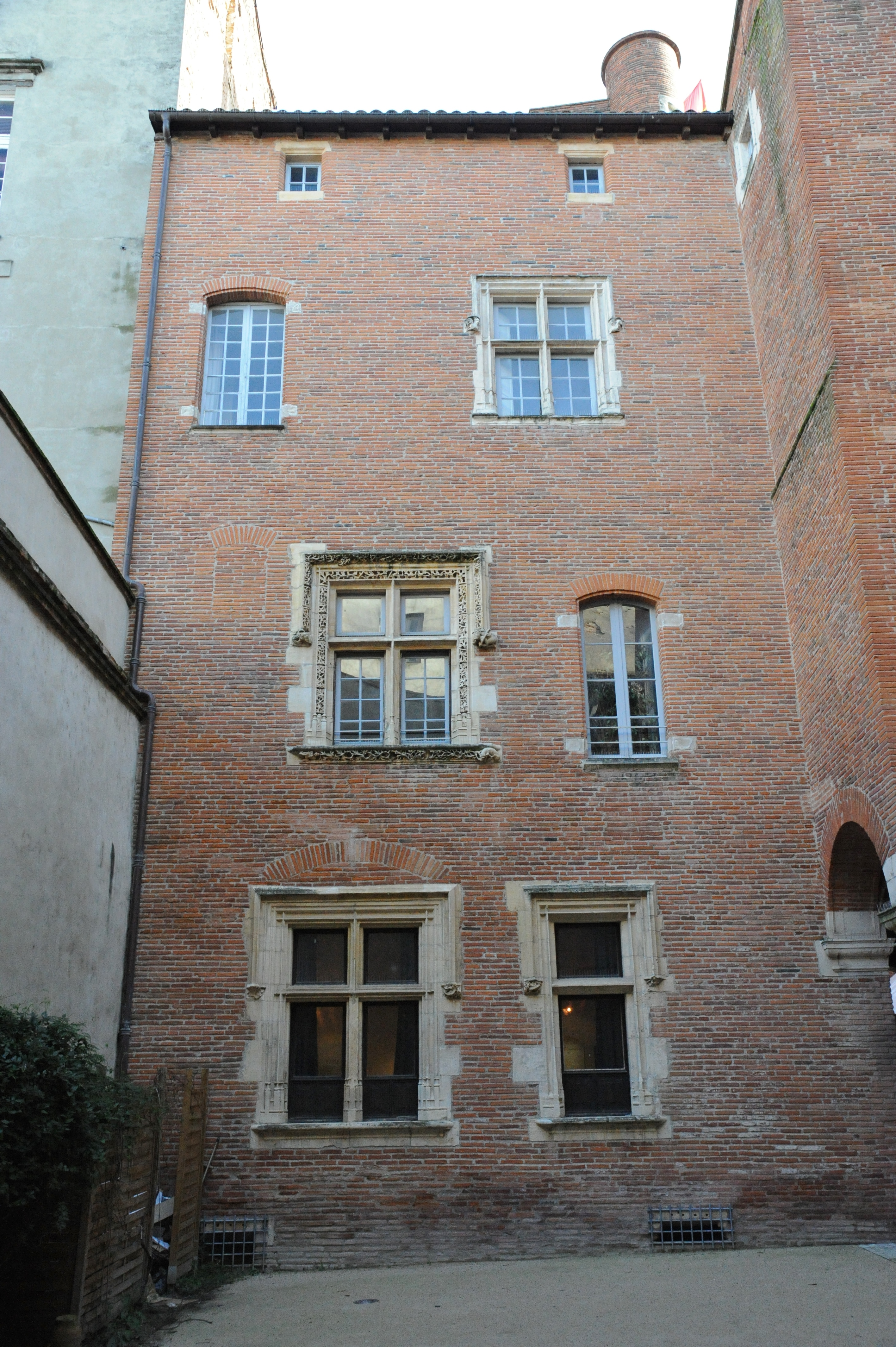
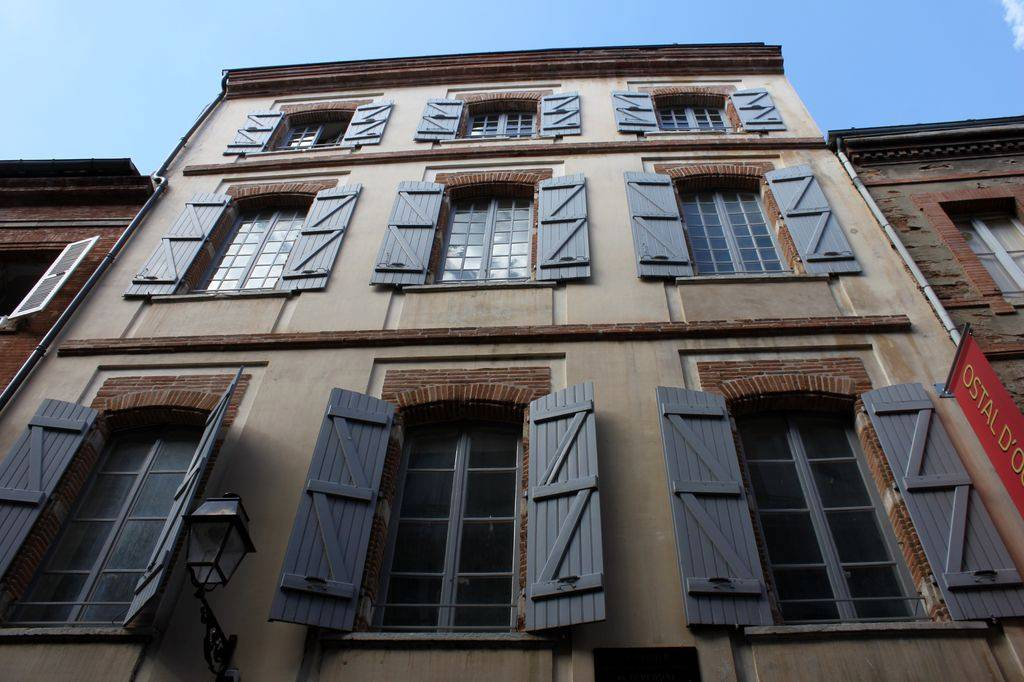
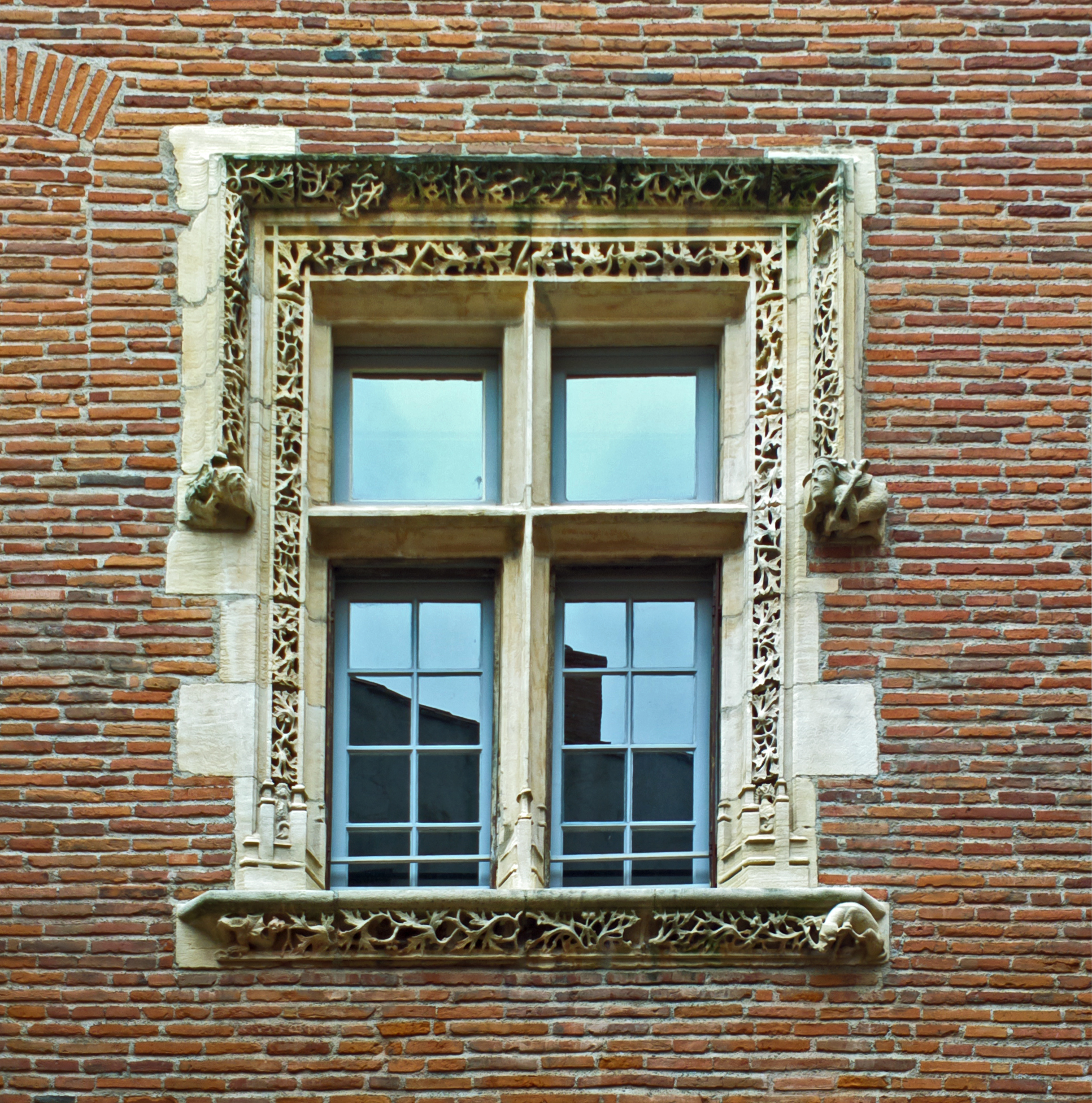
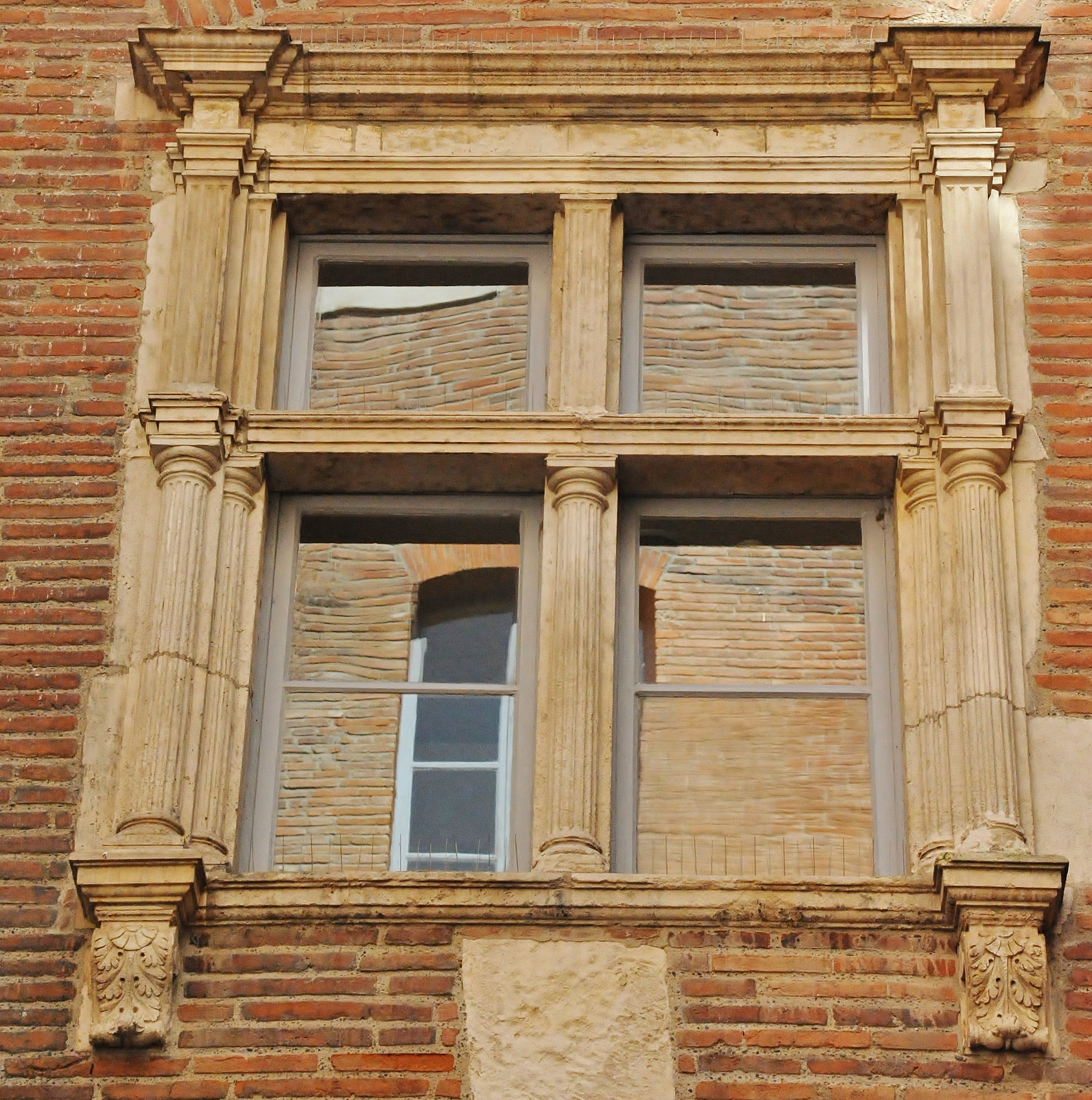
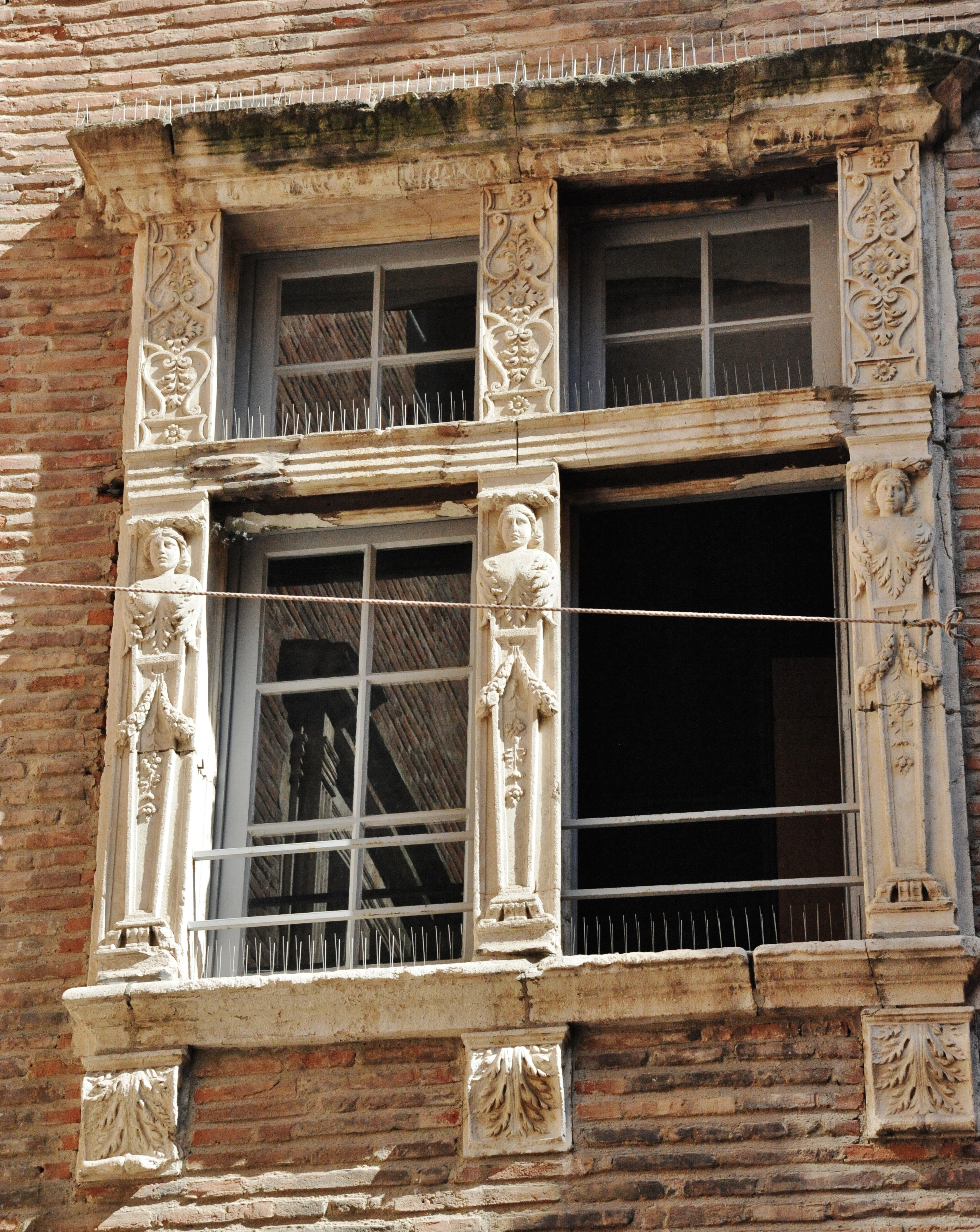
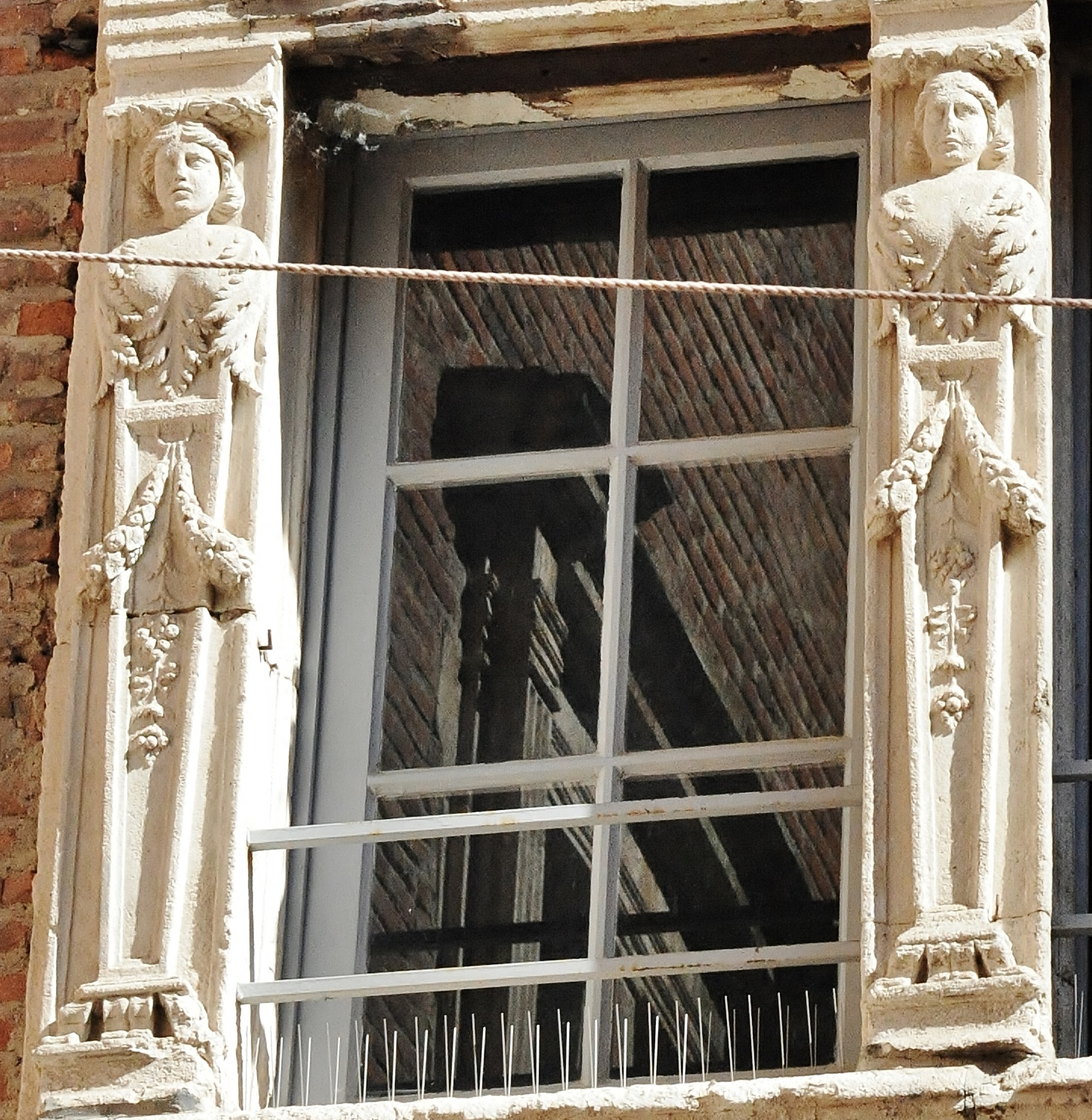
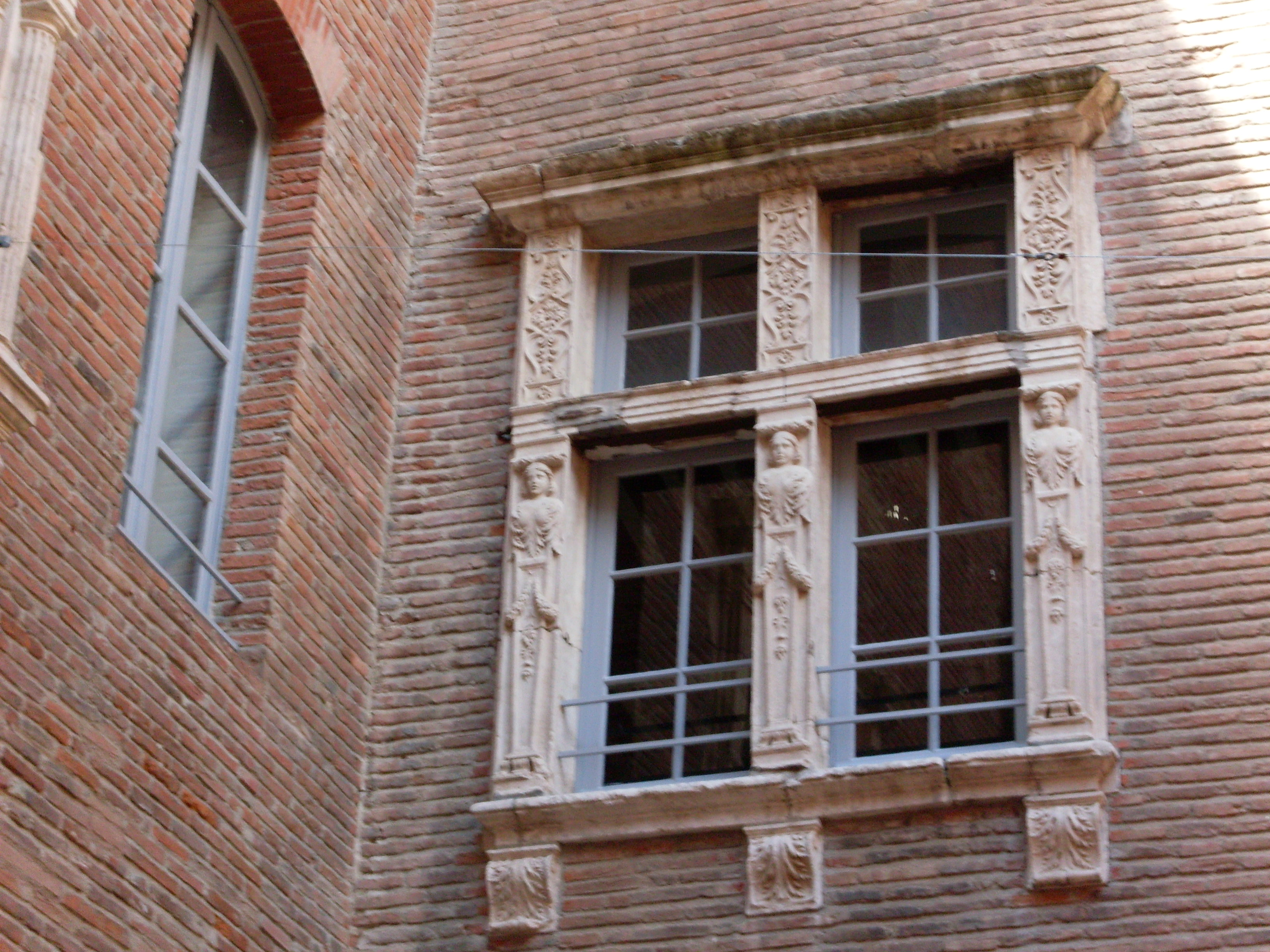
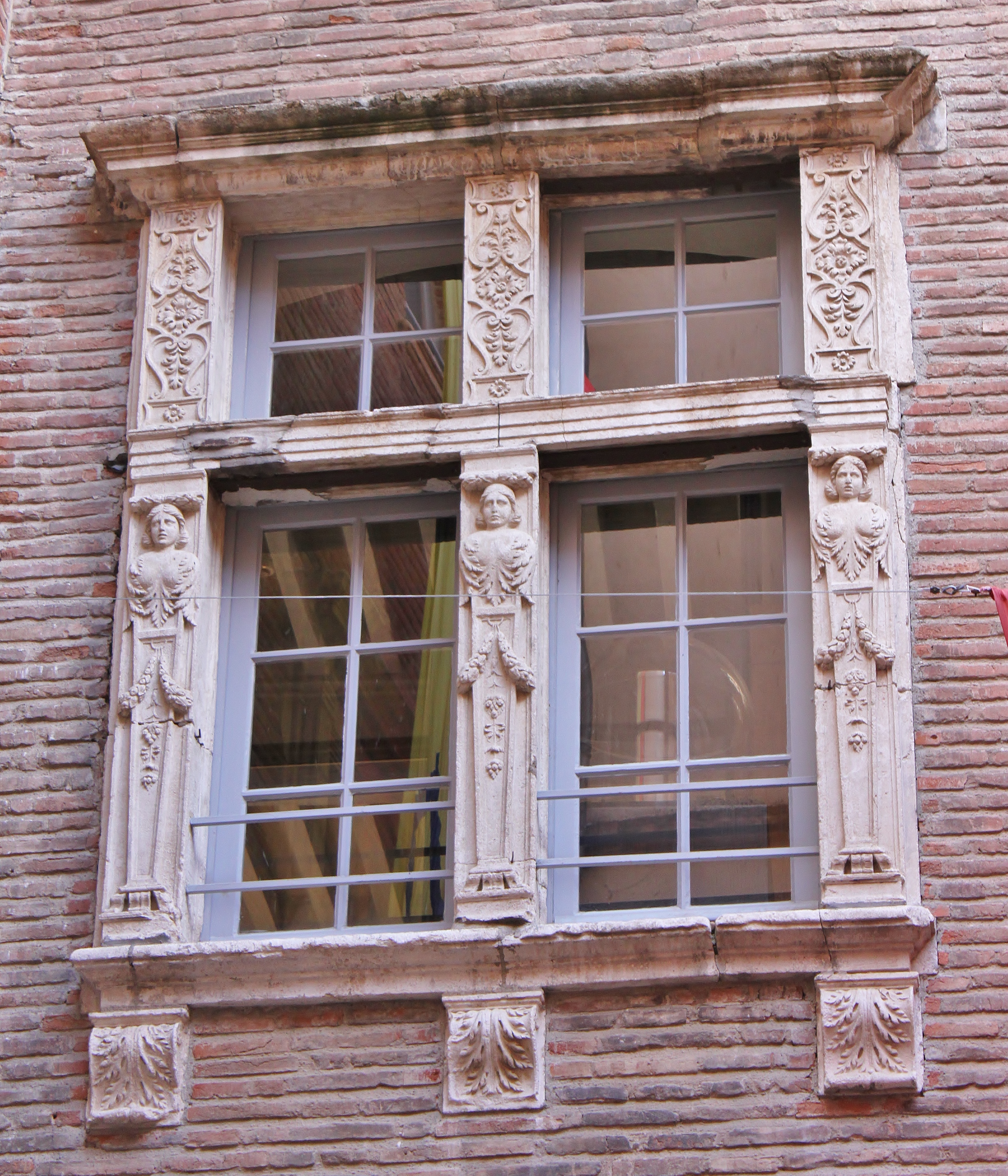
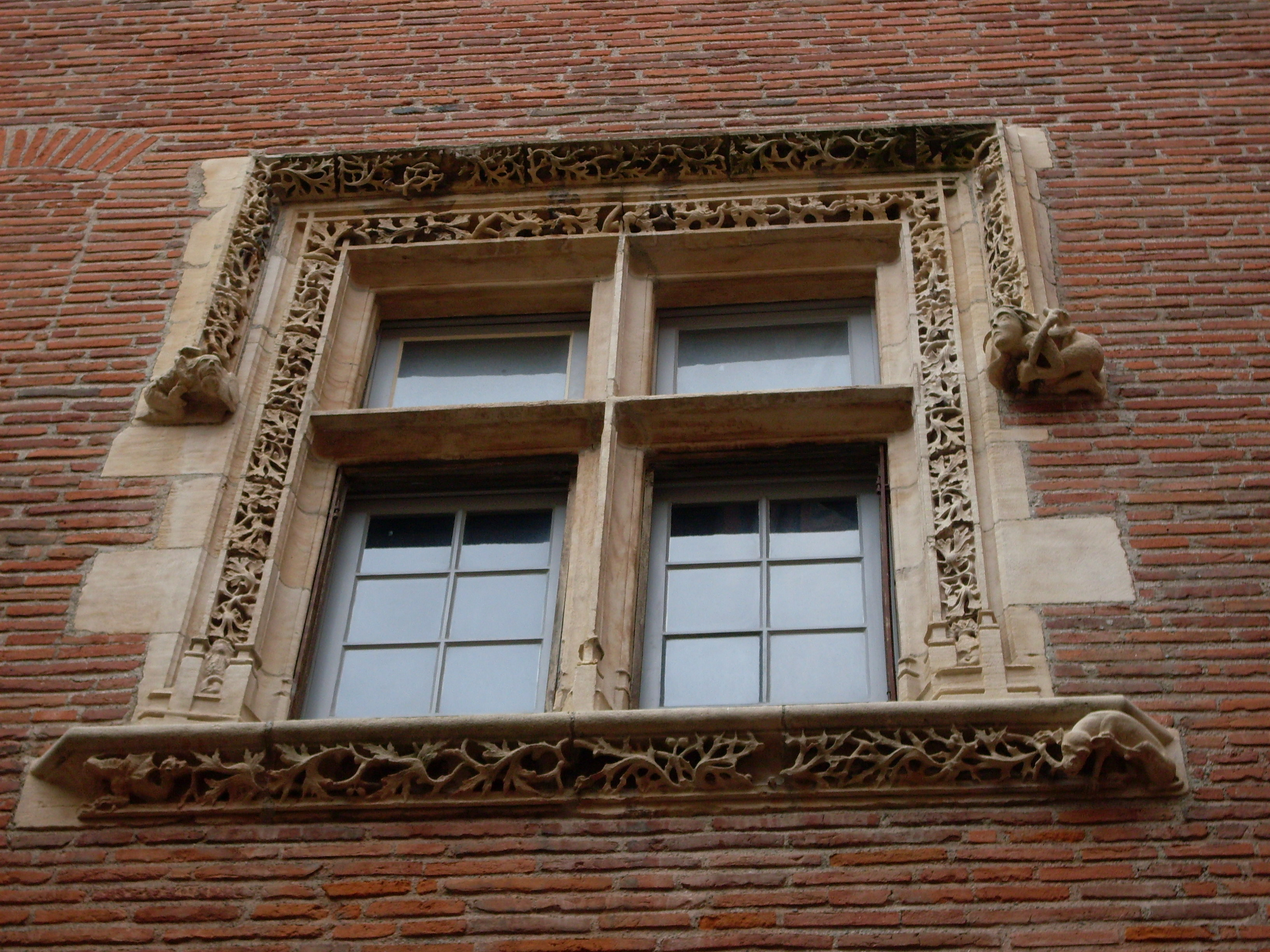
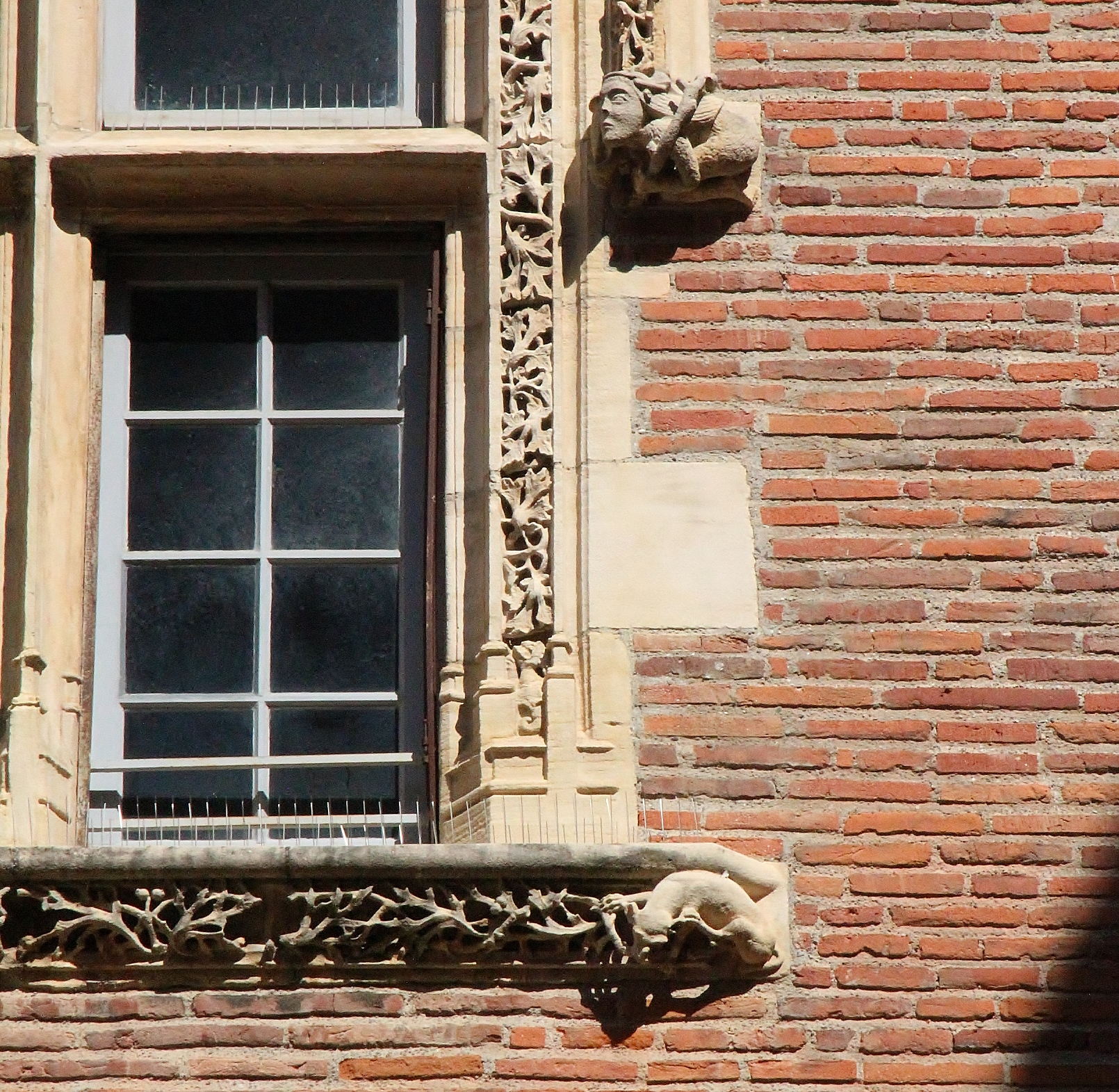
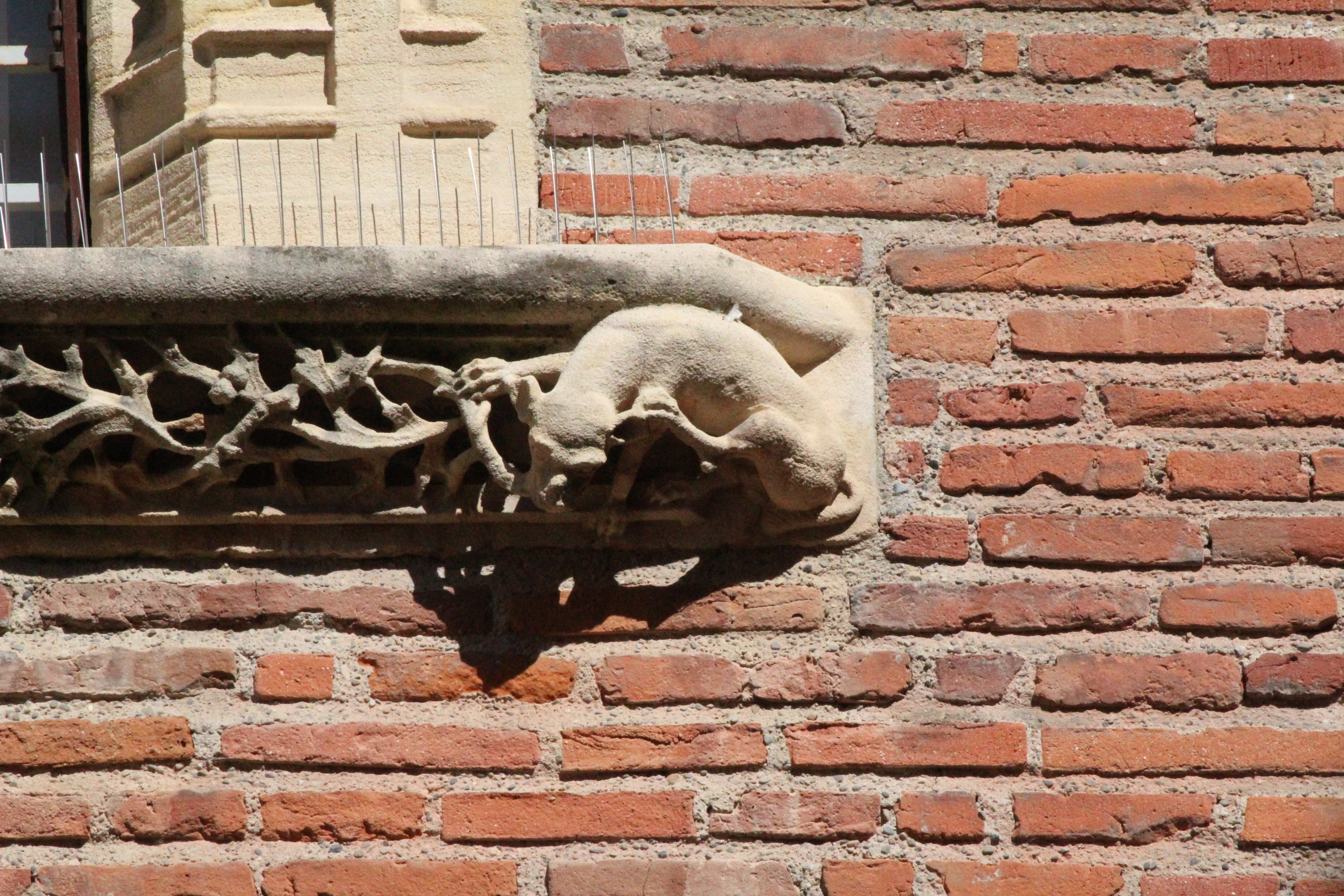
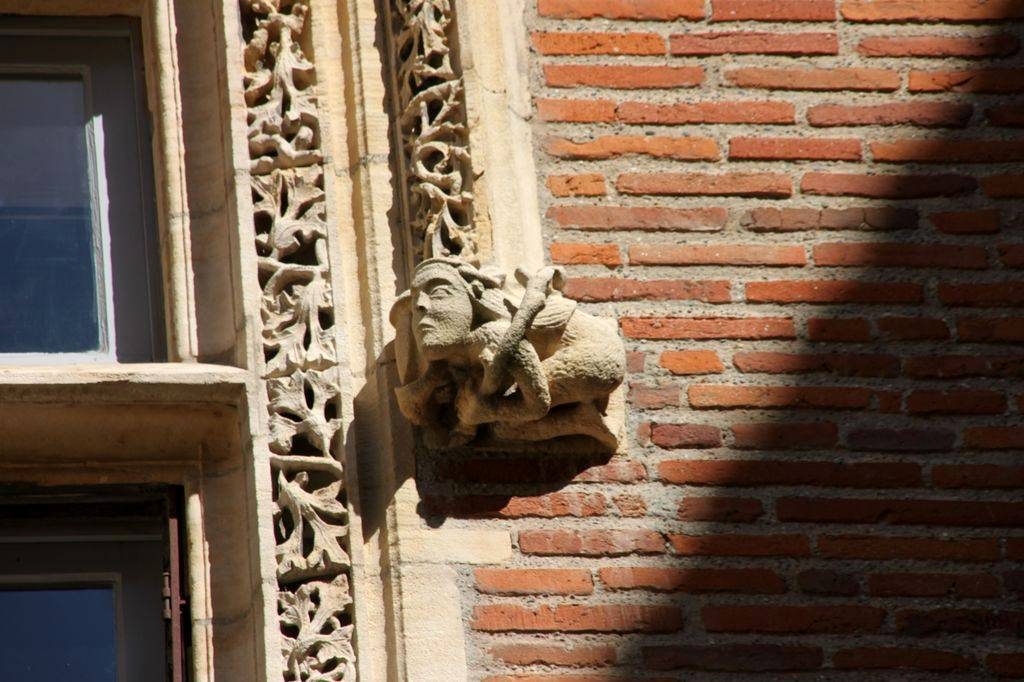
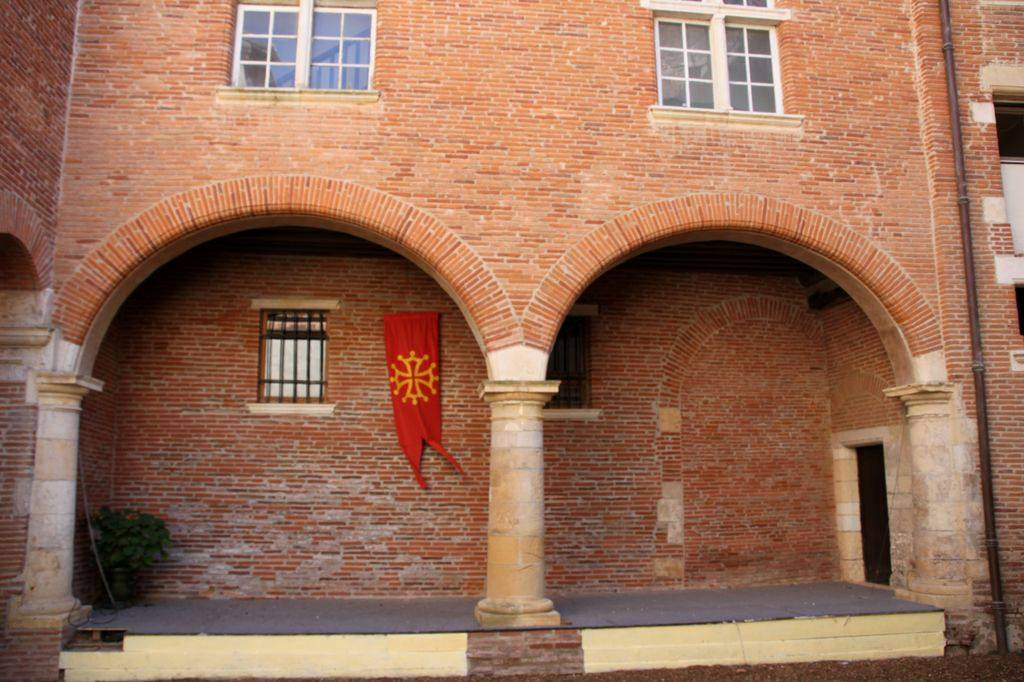
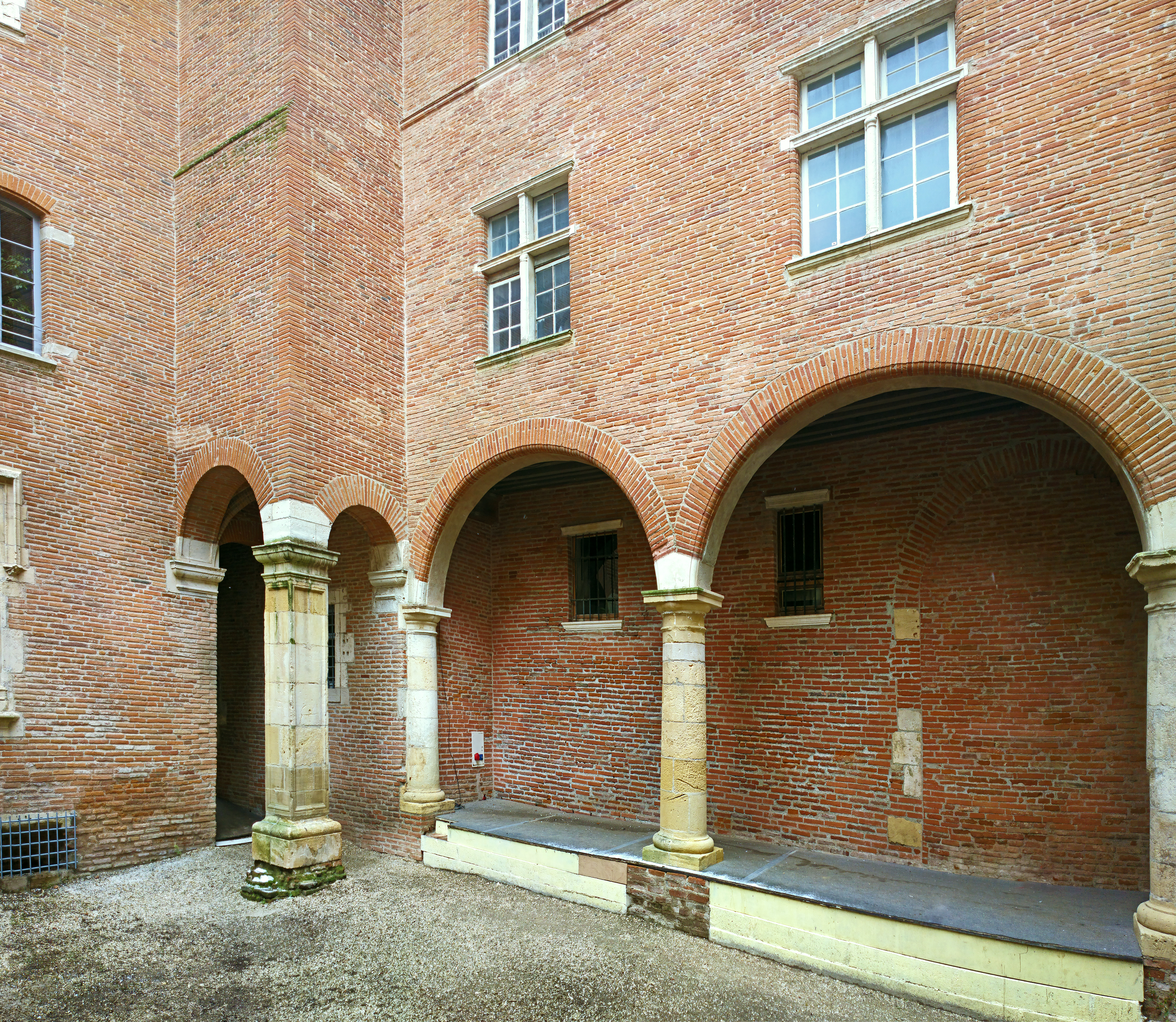
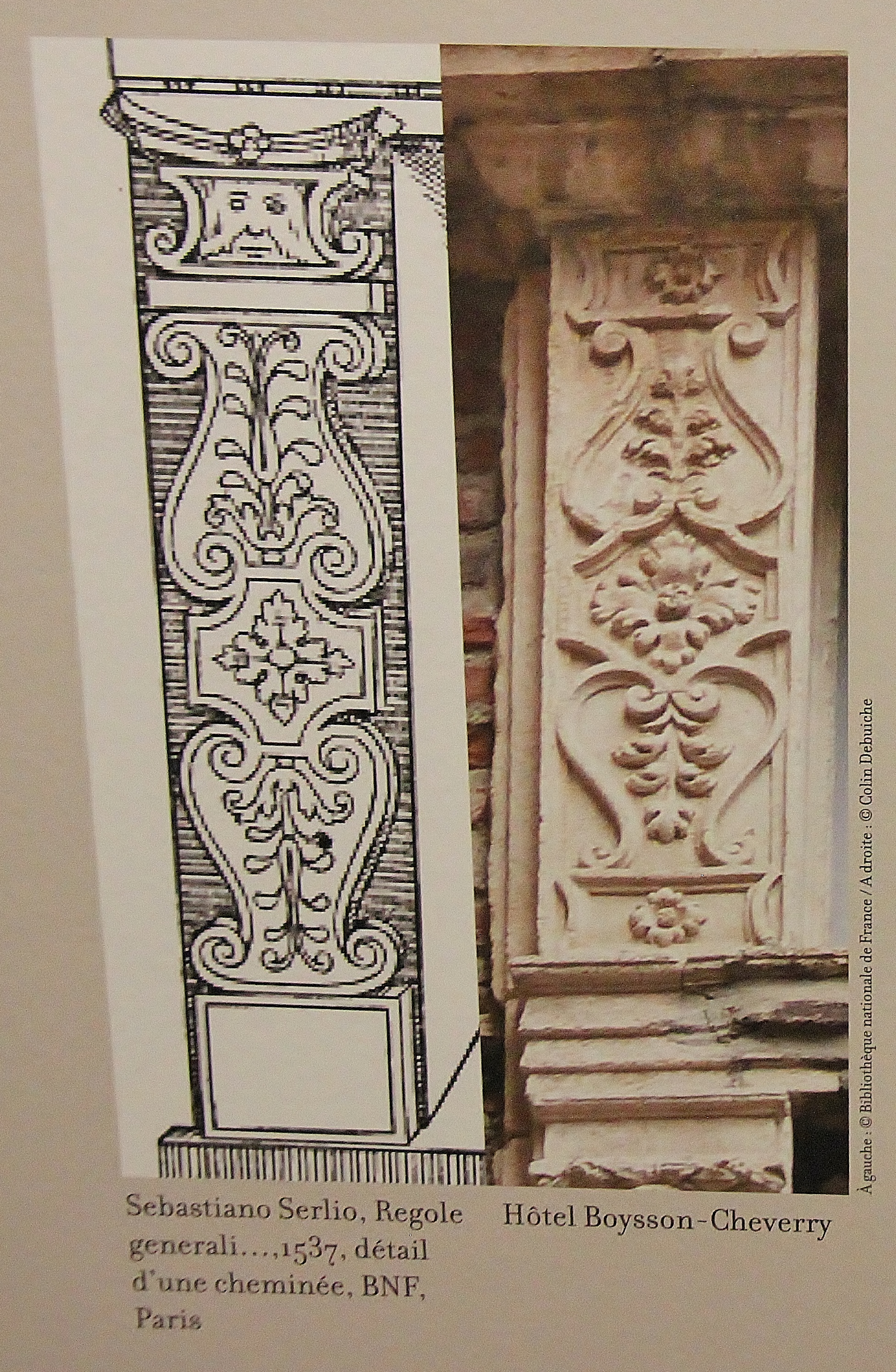
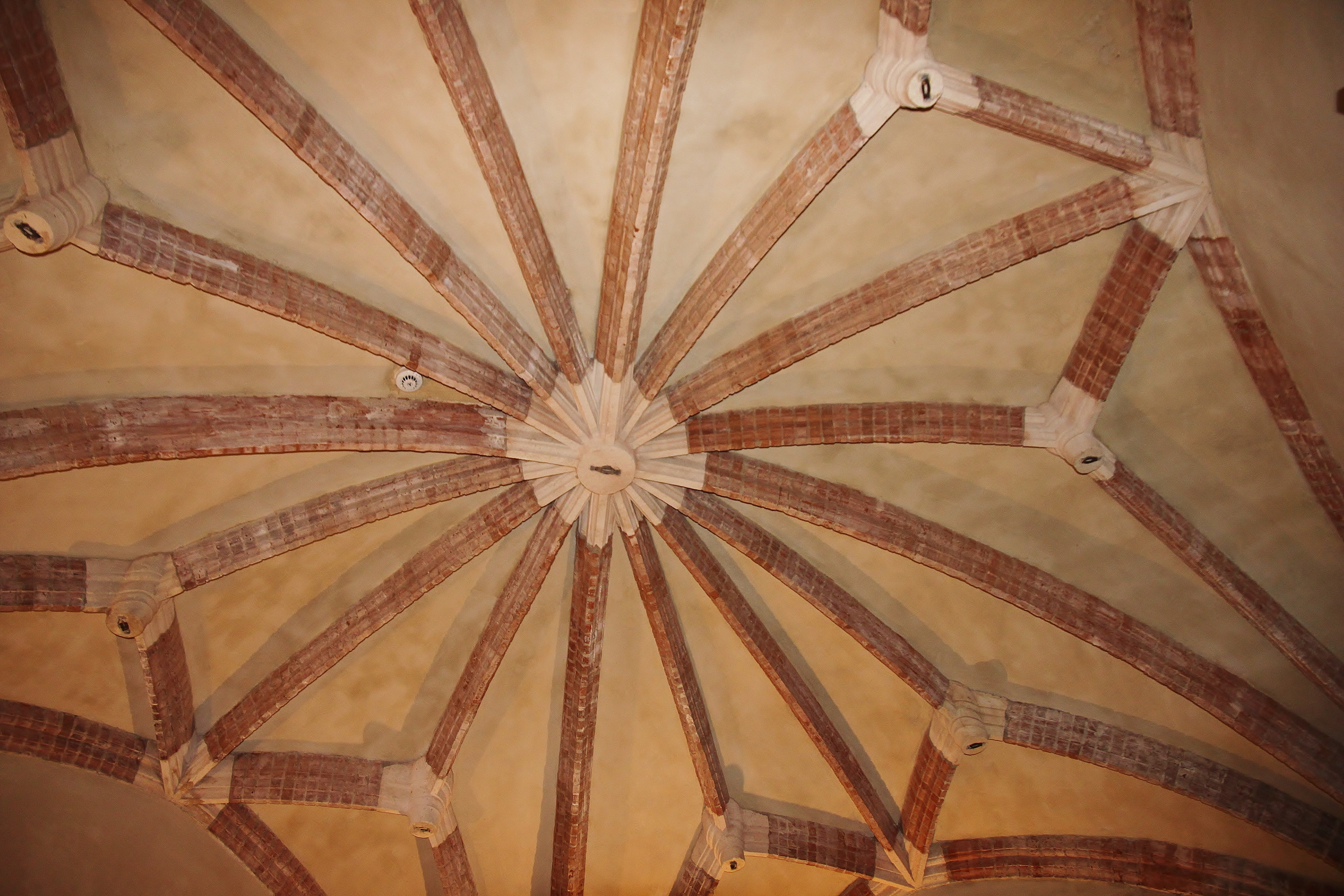
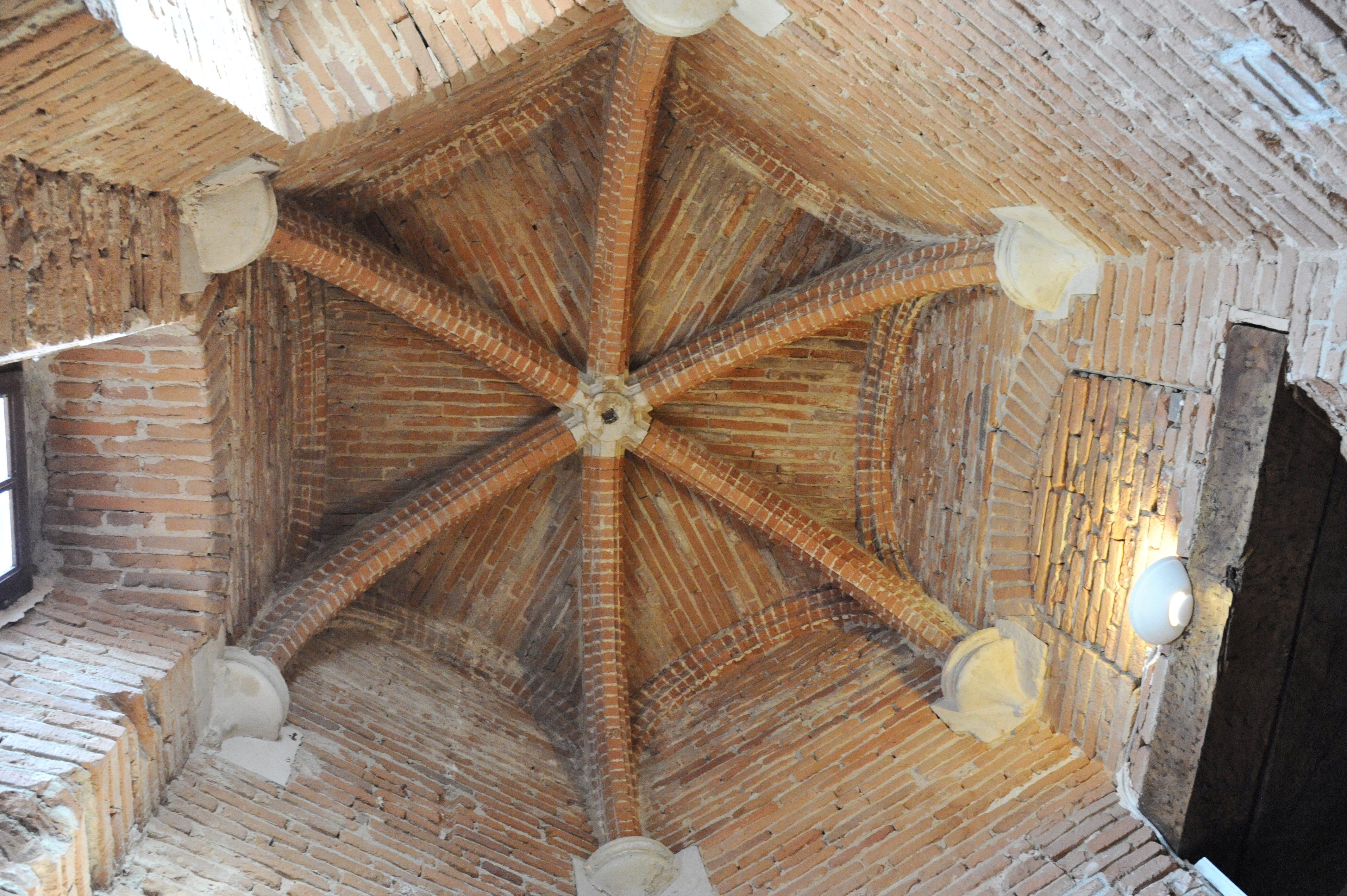